# Wahlkreis Landau in der Pfalz
Der Wahlkreis Landau in der Pfalz (Wahlkreis 50) ist ein Wahlkreis in Rheinland-Pfalz.

## Wahlkreishistorie
Zur Landtagswahl von 1991 wurde das Wahlrecht in Rheinland-Pfalz reformiert. Hatte es zuvor als reines Listenwahlrecht fungiert, so wurde fortan – wie bei Bundestagswahlen und Landtagswahlen der meisten anderen Bundesländer – in ein Zweistimmenwahlrecht umgeändert, bei dem ein Teil der Abgeordneten direkt über Wahlkreise gewählt wird. Der Wahlkreis Landau in der Pfalz umfasste zunächst die kreisfreie Stadt Landau in der Pfalz, vom Landkreis Germersheim die Verbandsgemeinde Lingenfeld und vom Landkreis Südliche Weinstraße die Verbandsgemeinden Edenkoben, Maikammer Offenbach an der Queich. 
Bis 2011 war er der einzige Landtagswahlkreis in Rheinland-Pfalz, dessen Gebiet durch drei Gebietskörperschaften geht. Bereits zur Wahl 2016 gab er aufgrund des überdurchschnittlichen Bevölkerungswachstums die Verbandsgemeinde Offenbach an den Wahlkreis Südliche Weinstraße ab, wodurch er seither keine zusammenhängende Fläche mehr bildet. Vor der Wahl von 2021 trat er im Zuge einer grundlegenden Neueinteilung der Wahlkreise innerhalb der Südpfalz die Verbandsgemeinde Lingenfeld an den Wahlkreis Germersheim ab.
Mit Ausnahme der Wahl von 2011, als die CDU-Politikerin Christine Schneider siegte, gewannen stets Kandidaten der SPD den Wahlkreis. Dies geschah 1991 und 1996 in Person von Theresia Riedmaier, 2001 und 2006 durch Christine Baumann, 2016 Wolfgang Schwarz und 2021 Florian Maier.

## Wahl 2021
Bei der Landtagswahl 2021 vom 14. März 2021 entfielen im Wahlkreis auf die einzelnen Wahlvorschläge:
| Direktkandidaten | Partei           | Wahlkreisstimmen in % | Landesstimmen in % |
| ---------------- | ---------------- | --------------------- | ------------------ |
| Florian Maier    | SPD              | 30,7                  | 33,8               |
| Peter Lerch      | CDU              | 27,6                  | 24,8               |
| Norbert Herrmann | AfD              | 7,2                   | 7,4                |
| Carsten Triebel  | FDP              | 5,2                   | 6,0                |
| Lea Heidbreder   | Grüne            | 17,7                  | 14,0               |
| Daniel Emmerich  | Die Linke        | 3,3                   | 3,1                |
| Bernd Ließfeld   | Freie Wähler     | 6,4                   | 3,8                |
| –                | Piraten          | –                     | 0,7                |
| –                | ÖDP              | –                     | 0,7                |
| Kaycee Hesse     | Klimaliste       | 1,9                   | 1,3                |
| –                | Die PARTEI       | –                     | 1,3                |
| –                | Tierschutzpartei | –                     | 1,7                |
| –                | Volt             | –                     | 1,3                |

Direkt gewählt wurde Florian Maier.

## Wahl 2016
Die Ergebnisse der Wahl zum 17. Landtag Rheinland-Pfalz vom 13. März 2016:
| Direktkandidaten                  | Partei    | Wahlkreisstimmen | Landesstimmen |
| --------------------------------- | --------- | ---------------- | ------------- |
| Wolfgang Schwarz                  | SPD       | 34,8 %           | 35,8 %        |
| Christine Schneider               | CDU       | 33,8 %           | 28,5 %        |
| Andrea Klein                      | GRÜNE     | 8,3 %            | 7,5 %         |
| Nikolas Palmarini                 | FDP       | 5,7 %            | 7,1 %         |
| Karl-Hermann Vogel                | DIE LINKE | 2,7 %            | 2,6 %         |
| Stefan Vogt                       | PIRATEN   | 1,7 %            | 1,2 %         |
| Jürgen Sauer                      | AfD       | 12,9 %           | 12,9 %        |
| –                                 | Sonstige  | –                | 4,4 %         |
| Wahlberechtigte: 69.530 Einwohner |           |                  |               |
| Wahlbeteiligung: 72,5 %           |           |                  |               |

## Wahl 2011
Die Ergebnisse der Wahl zum 16. Landtag Rheinland-Pfalz vom 27. März 2011:
| Direktkandidaten                  | Partei    | Wahlkreisstimmen | Landesstimmen |
| --------------------------------- | --------- | ---------------- | ------------- |
| Wolfgang Schwarz                  | SPD       | 36,8 %           | 36,5 %        |
| Christine Schneider               | CDU       | 38,0 %           | 32,9 %        |
| Nikolas Palmarini                 | FDP       | 3,2 %            | 4,0 %         |
| Reinhard Metz                     | GRÜNE     | 16,3 %           | 17,4 %        |
| Lutz Heller                       | DIE LINKE | 3,0 %            | 2,5 %         |
| Frank Köhler                      | REP       | 2,5 %            | 1,4 %         |
| –                                 | Sonstige  | –                | 5,2 %         |
| Wahlberechtigte: 77.381 Einwohner |           |                  |               |
| Wahlbeteiligung: 64,4 %           |           |                  |               |

## Wahl 2006
Die Ergebnisse der Wahl zum 15. Landtag Rheinland-Pfalz vom 26. März 2006:
| Direktkandidaten                  | Partei   | Wahlkreisstimmen | Landesstimmen |
| --------------------------------- | -------- | ---------------- | ------------- |
| Christine Baumann                 | SPD      | 46,4 %           | 46,7 %        |
| Christine Schneider               | CDU      | 37,8 %           | 29,6 %        |
| Michael Heintz                    | FDP      | 7,1 %            | 7,4 %         |
| –                                 | GRÜNE    | –                | 6,3 %         |
| Christel Schmitt                  | REP      | 3,6 %            | 2,5 %         |
| Gabriele Nicklis                  | PBC      | 1,0 %            | 0,6 %         |
| Karl Hermann Vogel                | WASG     | 4,1 %            | 2,8 %         |
| –                                 | Sonstige | –                | 4,1 %         |
| Wahlberechtigte: 74.449 Einwohner |          |                  |               |
| Wahlbeteiligung: 60,8 %           |          |                  |               |

- 2006 wurde Christine Baumann (SPD) direkt gewählt, die 2009 aus dem Landtag ausschied. Ihr Nachfolger im Landtag wurde am 1. Oktober 2009 Wolfgang Schwarz.[7]
- Christine Schneider (CDU) wurde über die Landesliste in den Landtag gewählt.

## Bisherige Abgeordnete
Direkt gewählte Abgeordnete des Wahlkreises seit 1991 waren:
| Wahl           | Name                | Partei | Erststimmen |
| -------------- | ------------------- | ------ | ----------- |
| 21. April 1991 | Theresia Riedmaier  | SPD    |             |
| 24. April 1996 | Theresia Riedmaier  | SPD    |             |
| 25. März 2001  | Christine Baumann   | SPD    |             |
| 26. März 2006  | Christine Baumann   | SPD    | 46,4 %      |
| 27. März 2011  | Christine Schneider | CDU    | 38,0 %      |